# Cannibal! The Musical
Cannibal! The Musical ist ein US-amerikanischer Musicalfilm, den Trey Parker und Matt Stone während ihres Studiums an der University of Colorado in Boulder schrieben und drehten.
Der Film mit seinem schwarzen Humor basiert lose auf der wahren Geschichte Alfred Packers, Amerikas einzigem verurteilten Kannibalen, insbesondere dessen Reise von Utah nach Colorado, auf welcher seine fünf Reisegefährten (Shannon Bell, George Noon, James Humphrey, Israel Swan und Frank Miller) zu Tode kamen und zum Teil auch von Packer verspeist wurden. Parker spielt die Rolle des Packer, sein ständiger Mitarbeiter Matt Stone die des James Humphrey und Experimental-Filmemacher Stan Brakhage George Noons Vater.
Im Kontrast zum grausigen Inhalt des Musicals stehen seine fröhlichen Lieder, allesamt komponiert von Parker, einschließlich „Let’s Build a Snowman“, „On Top of You“, „Hang the Bastard“ und „Shpadoinkle“. Letztgenanntes ist offensichtlich eine Parodie auf das Lied „Oh, What a Beautiful Morning“ vom Rodgers & Hammerstein Musical Oklahoma!
Der Film wurde im Oktober 1993 unter seinem ursprünglichen Titel Alferd Packer: The Musical in Boulder, Colorado uraufgeführt, aber erst im August 1996 landesweit veröffentlicht. Als die Troma Studios den Film in ihr Programm aufnahmen, benannten sie ihn in Cannibal! The Musical um, denn sie befürchteten, dass nicht genug Leute außerhalb Colorados wissen würden, wer Alfred Packer war. Parkers und Stones Satire-Trickfilm South Park hatte ein Jahr später Premiere.

## Bühnenaufführungen
Seit 1998 ist Cannibal! weit über ein Dutzend Mal als Bühnenadaption aufgeführt worden. Dabei haben sich besonders kleine Szenetheater und Studententheater um den Stoff bemüht. Im November 2004 wurde in Italien Europapremiere gefeiert.
Die Deutschlandpremiere fand am 18. Oktober 2005 im Theater an der Universität Regensburg statt. Die Gruppe Bloody Actors Department hat sich speziell für dieses Projekt zusammengefunden und vier Aufführungen auf die Bühne gebracht.

## Synchronisation
| Rolle           | Schauspieler    | Synchronsprecher   |
| Alferd Packer   | Trey Parker     | Konstantin Graudus |
| Frenchy Cabazon | Robert Muratore | Marco Kröger       |
| George Noon     | Dian Bachar     | Christian Stark    |
| Israel Swan     | Jon Hegel       | Lutz Schnell       |
| James Humphrey  | Matt Stone      | Mark Seidenberg    |
| Judge Jerry     | Randy Parker    | Helgo Liebig       |
| Polly Pry       | Toddy Walters   | Marion von Stengel |
| Shannon Bell    | Ian Hardin      | Achim Schülke      |

## Kritik
„Nach authentischen Ereignissen gestaltete blutige musikalische Farce, die den Riecher der ‚Troma‘-Produzenten belegt, die Antonia Birds umstrittenen Film „Ravenous“ um Jahre zuvor gekommen sind.“